# 普里瓦区
普里瓦区（法語：arrondissement de Privas）是法国阿尔代什省所辖的一个区。总面积1145.5平方公里，总人口85364，人口密度75人/平方公里（2018年）。主要城镇为普里瓦。

## 辖区
普里瓦区辖有66个市镇。